# Ulrike Schirm

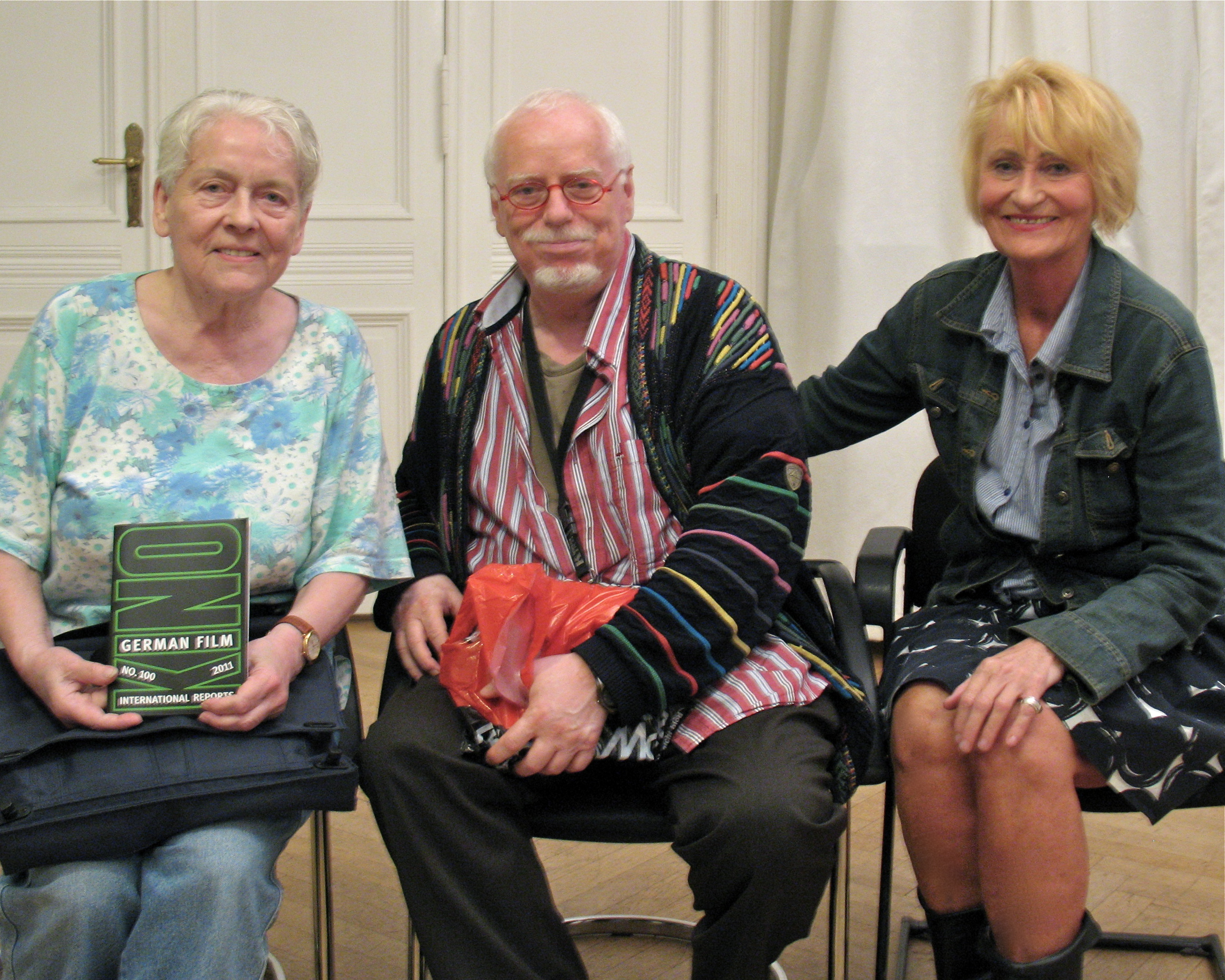
(v. l. n. r.) Dorothea Moritz, Lothar Lambert, Ulrike Schirm (2011)

Ulrike Schirm, geborene Ulrike Wolter, (* 20. Mai 1945 in Berlin) ist eine deutsche Schauspielerin und Filmkritikerin.

## Leben
Die Tochter des Gymnasiallehrers Kurt Wolter und der freien Journalistin Irmgard Wolter wuchs in Westberlin auf und begann nach dem Abitur an der Freien Universität Berlin ein Studium im Fachbereich Germanistik/Theaterwissenschaft, unterbrach das Studium für ein Semester an der Pädagogischen Hochschule in Heidelberg und kehrte 1974 zurück nach Berlin. Ihr Interesse an Alternativer Medizin veranlasste sie zu einer Heilpraktikerausbildung.
Schon während ihrer Schulzeit nahm sie bei der Opernsängerin Hildegard Blumer Gesangsstunden und wurde von ihr im Rollenspiel unterrichtet. So setzte sich ihre künstlerische Ambition Ende der 1970er Jahre durch und sie wurde Mitbegründerin eines Privattheaters (Hexenprozess) in einer Altbauwohnung in Charlottenburg. Bei einer der Aufführungen zur sogenannten „Schwarzen Messe“ lernte sie den Undergroundfilmer Lothar Lambert kennen. Es entwickelte sich eine Freundschaft, die zur Zusammenarbeit bei mehreren Filmen führte, in denen sie Hauptrollen übernahm und unter dem Künstlernamen „Ulrike S.“ bekannt wurde.
Im Offtheaterbereich stand sie nicht nur auf der Bühne, sondern schrieb auch Stücke wie das Zweipersonenstück Warten auf Clodot und Blöff.
Aufgrund persönlicher Differenzen distanzierte sie sich von Lothar Lambert und begann als Filmkritikerin und Schauspielcoach zu arbeiten. 
2008 inszenierte sie zusammen mit der Schwulenberatung Berlin eine Modenschau mit Laienmodels unter dem Motto Gay But Not Gray, die im Deutschen Theater stattfand. Seitdem leitet sie temporär ehrenamtlich Schauspielworkshops. Sie ist Vorstandsmitglied im Berliner Film- und Fernsehverband und schreibt für das monatlich erscheinende Bulletin Filmkritiken. 
1966 wurde ihr Sohn Christoph Wellemeyer in erster Ehe geboren, der als Jugendlicher ebenfalls in Lamberts Filmen mitwirkte. Nach der zweiten Scheidung behielt sie den Nachnamen Schirm.

## Filmografie
- 1978: Tiergarten
- 1979: Die Alptraumfrau
- 1980: Kreuzberg Ahoi
- 1981: Fucking City
- 1982: Die Liebeswüste
- 1983: Paso Doble
- 1983: Fräulein Berlin
- 1983/1984: Der Beginn aller Schrecken ist Liebe
- 1984: Gestatten Bestatter
- 1984: Der Sexte Sinn
- 1985: Drama in Blond
- 1985: Der Himmel über Berlin
- 1985: High Speed
- 1986: Praxis Bülowbogen
- 1987: Kismet. Kismet
- 1988: Kalt in Kolumbien
- 1989: Kobay der Muttermann
- 1990: Die Perle
- 1992: Killing Mom
- 1994: Die andere Hand
- 1997: Vom Luxus der Liebe
- 2002: Gefangen
- 2003: Kalter Sommer
- 2004: The Raspberry Reich
- 2006: Krieg der Frauen
- 2006: Die Mauer – Berlin ’61
- 2005: Breathful
- 2007: vierzig.grad.fieber
- 2012: Puppe, Icke & der Dicke

## Theater
- 1987: Fluch der hungernden Klasse, Transformtheater Berlin
- 1989: Eine Frau ohne Bedeutung, Ratibor Theater Berlin
- 1992: Warten auf Clodot, Theater im Checkpoint
- 1996: Blöff, Cafe Theater Schalotte
- 2002: Präludium 1 Compilation ‚Culten‘, Saalbau Neukölln
- 2004: Loriot quer, Coupétheater Berlin

## Stücke
- Warten auf Clodot, 1992
- Blöff, 1995

## Regie
- Kuba Libre und Eierlikör, 2012